# Zygia bifoliola
Zygia bifoliola là một loài thực vật có hoa trong họ Đậu. Loài này được (Rusby) L.Rico miêu tả khoa học đầu tiên.